# 岩手犬
岩手犬（いわていぬ）は、岩手県・秋田県原産の日本犬の一種。岩手マタギ犬（いわてマタギいぬ）、秋田マタギ犬（あきたマタギいぬ）と呼ばれることもある。
秋田から岩手にかけての山々で猟をしたマタギによって使われた猟犬。かつては南部犬とも呼ばれていた。秋田犬の祖先である。一時期は中型の秋田犬として扱われたが、闘犬用として洋犬との交配により大型化した秋田犬と区別されている。マタギの減少とともに個体数も減少した。

## 概要
奥羽山脈・北上山地の山間部落にマタギによって飼育されていた日本犬。1935年（昭和10年）に工藤勝四郎によって岩手犬と名付けられた。
第二次世界大戦およびその戦後の混乱と食糧危機のために岩手県での犬の数は減り、飼育していたマタギもこの世を去ったこともあり、原産地であっても名犬が見られなくなった。1949年（昭和24年）の秋に盛岡で戦後初の日本犬鑑賞会が開かれ50頭ほどの犬が集まったが、見られる犬は数頭に過ぎず、チャウ・チャウの血が入ったと思われる犬が多かった。
そこで数頭の基礎犬を中心として、奥羽山脈・北上山地の残存犬、そして紀州犬や北海道犬などを交配して改良に務められた。これにより中型日本犬として一流の水準に近付いたが、戦前の犬とは体型の変化が見られた。また、戦前の山出し犬は気性が荒いところがあったが、戦後の犬は著しく優しい社交的な性格となった。
遺伝学的研究によると山陰柴犬に近く、朝鮮半島やモンゴルの犬との近縁関係があると考えられる。
2018年現在、岩手犬の血を引く犬が1頭確認されている。他にも血を引く犬が存在する可能性があり、現存か絶滅かの議論は続いている。

## 特徴
中型犬であり、体高は雄が51 cmで雌が47 cmである。毛色は全て赤毛であった。舌斑を持つものは54%と半数以上の個体に認められた。

## ギャラリー

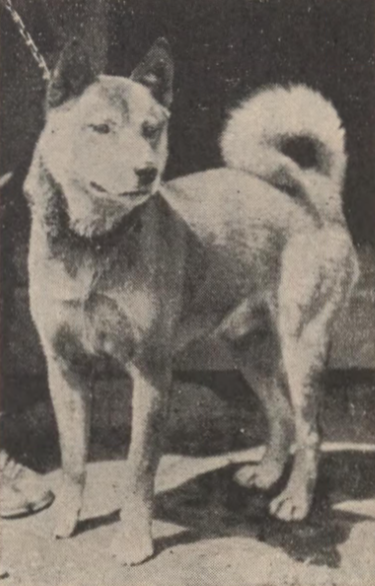
仙太郎赤号
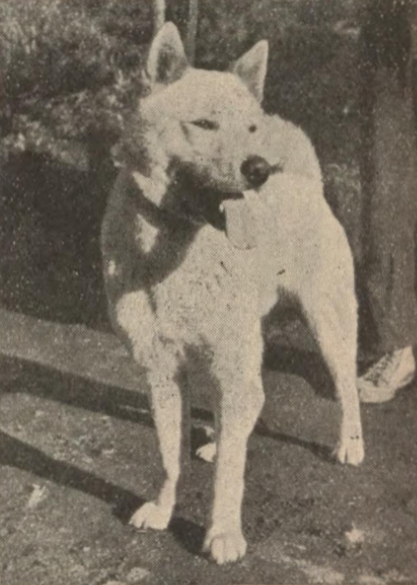
重四郎号
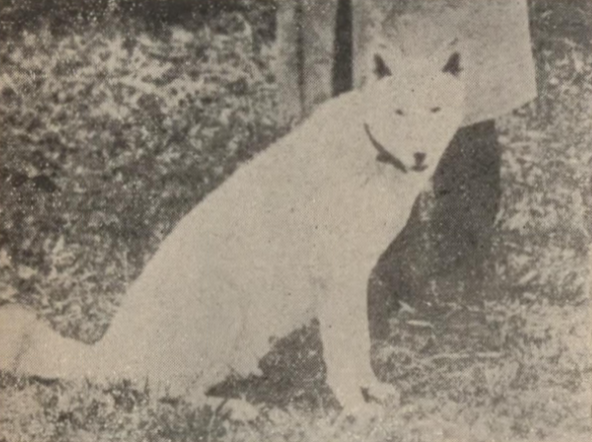
1918年（大正7年）の岩手犬